# La Soledad (Palma de Mallorca)
La Soledad (en catalán La Soledat) es un barrio perteneciente al distrito Levante de la ciudad de Palma de Mallorca, España.
Según la delimitación oficial del ayuntamiento, limita al norte con los barrios de Son Gotleu y Son Canals; al este con Estadio Balear, al sur con el Polígono de Levante y al oeste, con el barrio de Pedro Garau. Administrativamente se divide en dos zonas: La Soledad Norte y La Soledad Sur.

## Origen del nombre
El término La Soledad proviene de un antiguo convento fundado a finales del siglo XVI llamado Virgen de la Soledad. Este convento estaba situado entre los caminos de Manacor y Sinéu (actuales carreteras Ma-15 y Ma-3011).

## División administrativa
Según la delimitación oficial de barrios, sectores y distritos del Ayuntamiento de Palma de Mallorca el barrio de La Soledad se divide en otros dos: La Soledad Norte (La Soledat Nord) y La Soledad Sur (La Soledat Sud). La Calle Manacor hace de línea divisoria entre los dos sectores del barrio.

## Historia

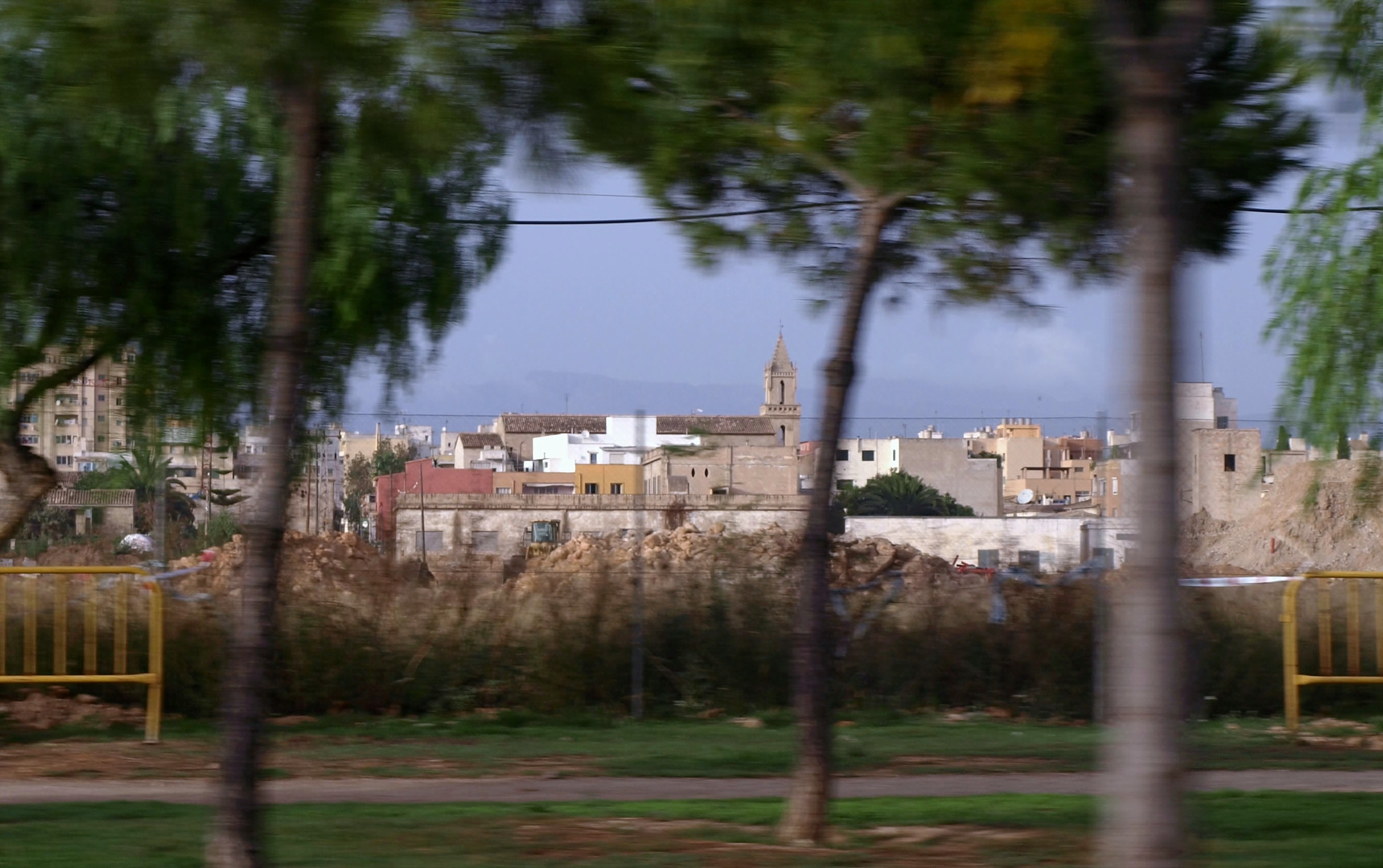
Panorámica del barrio de La Soledad visto desde el Polígono de Levante. En el centro de la imagen se aprecia el campanario de la Iglesia de la Soledad junto a la escuela pública.

Los orígenes de La Soledad se remontan a finales del siglo XVI, cuando se crea el convento y la iglesia que darán nombre al barrio, aunque no sería hasta el año 1851 cuando se poblaría con la parcelación de S'Hort del Ca (actual La Soledad Sur) y se crearía la fábrica de mantas de Can Ribas. A finales del siglo XIX se aprueba la urbanización del barrio y se construyen las primeras viviendas para obreros, es entonces cuando se convierte en uno de los barrios industriales por excelencia de Palma, junto a Can Capes y Santa Catalina.
 Durante la primera mitad del siglo XX aparecen nuevas factorías como Can Roca, Maquinaria Agrícola Janer y Zapatos Salom, que producía los populares Zapatos Gorila.

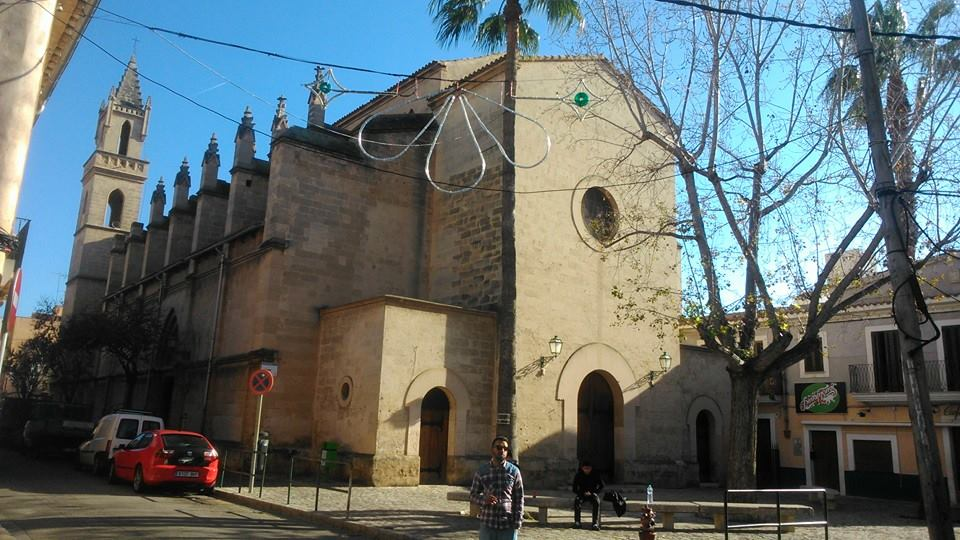
Iglesia de estilo neogótico del barrio de La Soledad

A partir de 1960 se comienzan a edificar en el barrio viviendas similares a las que se construían en los nuevos barrios del ensanche palmesano, viviendas unifamiliares de una o dos plantas con un pequeño huerto o corral en la parte posterior. En esa misma época quiebran la mayoría de las industrias y se inicia un declive para la zona que se alarga hasta nuestros días.

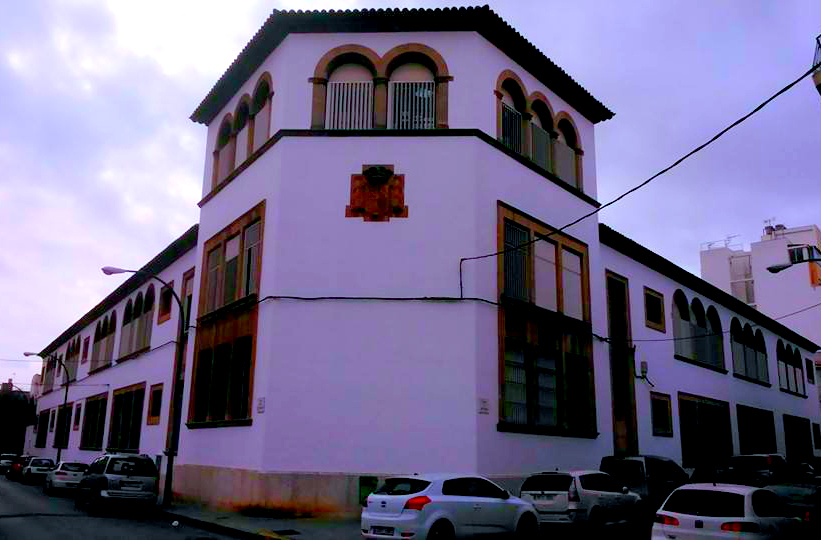
Escuela pública del barrio de La Soledad

Entre las obras arquitéctonicas de La Soledad destacan la iglesia, de estilo neogótico y construida en 1885 y la escuela pública, de estilo neobarroco (aunque con varias remodelaciones) construida en 1933. También destacan algunos de los edificios en los que estaban situadas las antiguas factorías.

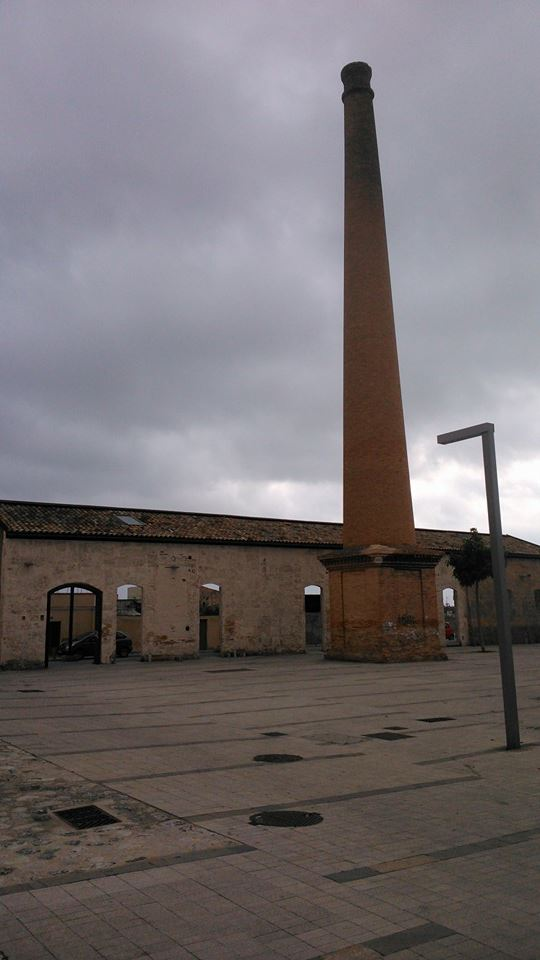
Vista de la zona de factorías en desuso en La Soledad

## Transporte
En autobús queda conectado mediante las líneas 7, la cual recorre toda la calle Manacor y la calle Tomás Rullán hasta Son Gotleu; y las líneas 14 32 y N2 de la EMT:, la cual recorre toda la calle Manacor.